# Équipe du Salvador masculine de volley-ball
Cet article traite de l'équipe masculine. Pour l'équipe féminine, voir Équipe du Salvador féminine de volley-ball.
L'équipe du Salvador de volley-ball est composée des meilleurs joueurs salvadoriens sélectionnés par la Fédération Salvadorienne de Volleyball. Elle n'est actuellement pas classée par la FIVB au 15 janvier 2010.

## Sélection actuelle
Sélection pour les qualifications aux Championnats du monde 2010.
Entraîneur :  Nery Henrríquez ; entraîneur-adjoint :  José Marenco

## Palmarès et parcours

### Palmarès
- Jeux d'Amérique centrale et des Caraïbes
  - Troisième : 1930

### Parcours

#### Jeux Pan-Américains
| - 1955 : non participant - 1959 : non participant - 1963 : non participant - 1967 : non participant - 1971 : non participant - 1975 : 7e - 1979 : non participant - 1983 : non participant - 1987 : non participant - 1991 : non participant | - 1995 : non participant - 1999 : non participant - 2003 : non participant - 2007 : non participant |

#### Jeux d'Amérique centrale et des Caraïbes
| - 1930 : 3e - 1935 : ? - 1946 : ? - 1950 : ? - 1954 : ? - 1959 : ? - 1962 : ? - 1966 : ? - 1970 : ? - 1974 : ? | - 1978 : ? - 1982 : ? - 1986 : ? - 1990 : ? - 1993 : ? - 1998 : ? - 2002 : 7e - 2006 : Non qualifié - 2010 : |